# Philenoptera bussei
Philenoptera bussei là một loài thực vật có hoa trong họ Đậu. Loài này được (Harms) Schrire mô tả khoa học đầu tiên năm 2000.